# 河原隆一
河原 隆一（かわはら りゅういち、1971年8月10日 - ）は、神奈川県横浜市出身の元プロ野球選手（投手）。現在は横浜DeNAベイスターズの編成部スカウティングディレクター兼アマスカウトグループグループリーダー。

## 経歴

### プロ入り前
小学2年の時に野球を始める。
横浜商業高時代は、2年秋に県大会優勝、関東大会ベスト4で1989年に行われた第61回選抜高等学校野球大会に出場。準決勝で種田仁（後々同僚となる）、元木大介率いる上宮高に敗れ、ベスト4。
高校卒業後は関東学院大学に進学。大学4年時の1993年の大学選手権（第42回大会）で、エース河原擁する関東学院は久留米大、佛教大、明治大、東北福祉大すべてを完封して勝ち上がったものの、決勝戦で小久保裕紀主将の青山学院大と戦い1-3で敗れ準優勝に終わった。対久留米大学戦で当時の大会記録の17奪三振を記録。春秋の神奈川大学野球リーグ戦でベストナインに選出され、神奈川大の渡辺秀一投手とは同期のドラフト上位候補のライバルとしてリーグ戦を戦った。
1993年度ドラフト会議にて横浜ベイスターズから1位指名(逆指名)を受け、入団。当時は読売ジャイアンツも獲得を目指し、横浜以上の金銭条件を提示したが、本人は地元の横浜を入団先に選んだ。

### プロ入り後
プロ入り1年目の1994年は即戦力として期待されたが入団当初から制球難に苦しみプロの壁に当たり、一軍登板なしに終わる。なお一軍公式戦には偵察オーダーとして1試合起用されただけという珍記録を残す（後述）。
1995年4月11日に対巨人戦でプロ初登板を果たしたが、1996年はイニング数を超える四球を出すなど一軍登板が僅か9試合に終わる。同年から制球難解消を目指しサイドスローに挑戦する。
1997年は4月13日に対広島戦でプロ初勝利を挙げ、監督の大矢明彦により左の中継ぎとして起用され、この年のリーグ最多登板を記録（この年に一軍初先発も記録）。
監督が権藤博に交代し、チームがセ・リーグ優勝を果たした1998年シーズンは故障などで30試合の登板に激減し、防御率も5点台だったが、松井秀喜（巨人）・金本知憲（広島）など左の強打者を得意とした。特に金本は彼を非常に苦手としていたという。同じ左の中継ぎだった阿波野秀幸・関口伊織とともに優勝に貢献した。
2000年シーズンはチーム2位の登板数とイニングを遥かに超える高い奪三振数を記録し、キャリアハイの成績を挙げるがこの年以降再び低迷する。
2004年シーズンオフに戦力外通告を受け、合同トライアウトを受けたがどこからも声がかからず現役を引退。
引退後は横浜の球団職員へ転身、スカウトを務めている。2020年時点では編成部スカウティングディレクター兼アマスカウトグループグループリーダー。担当した選手は佐野恵太、大貫晋一、益子京右、牧秀悟、砂田毅樹など。2024年からはプロスカウティングディレクターに転向。

## 選手としての特徴・人物
アマ時代は快速球を投げる豪腕投手であり「神奈川のドクターK」と呼ばれていたが、制球力に難があり、プロ入り後幾度かフォーム変更をし、最終的にサイドスローに落ち着いた。しかし、問題の制球力は改善される事はなく、球速も落ちた。そのため、左打者に対するワンポイント登板で四球を与えてしまいそのまま交代することが頻繁にあり左殺しとして機能しなかった。
なお、河原が中継ぎに転向した当時の監督だった大矢明彦によれば、河原に左の中継ぎとしてのポジションを確立させる過程にあたって4連続四球（当然ながら相手に無被安打で得点を許すことになる）を出した際にも我慢して続投させたことがあったという。
ワンポイントとしての起用が多かったため、通算投球回数が登板試合数を下回るという記録を残している。
愛称は、カツオ（『サザエさん』の磯野カツオに顔が似ているため）。
ドラフト1位で指名された際、同僚から普通は胴上げされたり、騎馬戦の騎馬の格好をしてくれるものであるが、河原はうつ伏せ状態で、同僚達が頭上を通す（つまり運動会の大玉送りの図式）パフォーマンス（その際河原は両手の人差し指と中指を眉毛の所に当てたウルトラセブンのエメリウム光線のポーズ）を見せた。

## 詳細情報

### 年度別投手成績
| 年 度     | 球 団     | 登 板 | 先 発 | 完 投 | 完 封 | 無 四 球 | 勝 利 | 敗 戦 | セ 丨 ブ | ホ 丨 ル ド | 勝 率 | 打 者 | 投 球 回 | 被 安 打 | 被 本 塁 打 | 与 四 球 | 敬 遠 | 与 死 球 | 奪 三 振 | 暴 投 | ボ 丨 ク | 失 点 | 自 責 点 | 防 御 率 | W H I P |
| --------- | --------- | ----- | ----- | ----- | ----- | -------- | ----- | ----- | -------- | ----------- | ----- | ----- | -------- | -------- | ----------- | -------- | ----- | -------- | -------- | ----- | -------- | ----- | -------- | -------- | ------- |
| 1995      | 横浜      | 14    | 0     | 0     | 0     | 0        | 0     | 0     | 0        | --          | ----  | 63    | 13.2     | 12       | 1           | 12       | 1     | 0        | 11       | 4     | 0        | 12    | 12       | 7.90     | 1.76    |
| 1996      | 横浜      | 9     | 0     | 0     | 0     | 0        | 0     | 1     | 0        | --          | .000  | 44    | 7.1      | 5        | 1           | 17       | 0     | 2        | 4        | 2     | 0        | 9     | 9        | 11.05    | 3.00    |
| 1997      | 横浜      | 66    | 2     | 0     | 0     | 0        | 1     | 3     | 0        | --          | .250  | 231   | 48.2     | 67       | 6           | 24       | 1     | 2        | 43       | 3     | 0        | 40    | 34       | 6.29     | 1.87    |
| 1998      | 横浜      | 30    | 0     | 0     | 0     | 0        | 1     | 0     | 0        | --          | 1.000 | 113   | 24.2     | 21       | 5           | 21       | 0     | 1        | 21       | 2     | 0        | 15    | 15       | 5.47     | 1.70    |
| 1999      | 横浜      | 27    | 0     | 0     | 0     | 0        | 0     | 1     | 0        | --          | .000  | 119   | 27.2     | 23       | 2           | 12       | 0     | 2        | 24       | 4     | 0        | 15    | 12       | 3.90     | 1.27    |
| 2000      | 横浜      | 47    | 0     | 0     | 0     | 0        | 2     | 2     | 2        | --          | .500  | 271   | 59.2     | 63       | 4           | 27       | 4     | 2        | 71       | 3     | 0        | 30    | 23       | 3.47     | 1.51    |
| 2001      | 横浜      | 15    | 5     | 0     | 0     | 0        | 0     | 2     | 0        | --          | .000  | 151   | 30.1     | 35       | 4           | 27       | 1     | 3        | 23       | 1     | 0        | 25    | 25       | 7.42     | 2.04    |
| 2002      | 横浜      | 34    | 0     | 0     | 0     | 0        | 1     | 1     | 0        | --          | .500  | 83    | 16.1     | 23       | 1           | 12       | 1     | 0        | 21       | 0     | 1        | 13    | 11       | 6.06     | 2.14    |
| 2003      | 横浜      | 29    | 0     | 0     | 0     | 0        | 0     | 1     | 0        | --          | .000  | 89    | 17.0     | 24       | 3           | 13       | 1     | 2        | 13       | 0     | 0        | 16    | 16       | 8.47     | 2.18    |
| 通算：9年 | 通算：9年 | 271   | 7     | 0     | 0     | 0        | 5     | 11    | 2        | --          | .313  | 1164  | 245.1    | 273      | 27          | 165      | 9     | 14       | 231      | 19    | 1        | 175   | 157      | 5.76     | 1.79    |

- 各年度の太字はリーグ最高

### 記録
- 初出場（偵察オーダー）：1994年4月12日、対読売ジャイアンツ1回戦（横浜スタジアム）、1番・中堅手（高橋眞裕に交代）[8]
- 初登板：1995年4月11日、対読売ジャイアンツ1回戦（横浜スタジアム）、8回表に3番手として救援登板・完了、2回無失点
- 初奪三振：同上、8回表に岡崎郁から
- 初黒星：1996年9月8日、対ヤクルトスワローズ23回戦（下関球場）、延長12回表に8番手として救援登板・完了、2回2/3を1失点
この試合では延長14回表に失点1を喫し、その裏の攻撃では代打を送られず最後の打者となった。これは横浜ベンチに控えの野手が残っていなかったためでる。
- 初勝利：1997年4月13日、対広島東洋カープ3回戦（横浜スタジアム）、延長12回表に4番手として救援登板・完了、3回無失点
- 初先発：1997年7月6日、対広島東洋カープ14回戦（横浜スタジアム）、2回2/3を3失点
- 初セーブ：2000年8月12日、対ヤクルトスワローズ19回戦（横浜スタジアム）、7回表二死に5番手として救援登板・完了、1回1/3を無失点（雨天コールド）
- 3者連続3球三振：2001年5月1日、対ヤクルトスワローズ3回戦（明治神宮野球場）、5回裏に岩村明憲・土橋勝征・藤井秀悟から ※史上12人目（セ・リーグ8人目）[9]

### 背番号
- 15（1994年 - 2003年）
- 32（2004年）